# Gerald Arthur Pilleau
Gerald Arthur Pilleau, britanski general, * 1896, † 1964.